# 創価大学陸上競技部駅伝部
創価大学陸上競技部駅伝部（そうかだいがくりくじょうきょうぎぶえきでんぶ）は、創価大学の陸上競技チームである。創価大学体育会並びに関東学生陸上競技連盟に所属する。陸上部としての創部は1972年。
チームカラーは赤と青のストライプ。

## 概要
長距離部門は1989年から強化を行っている。

### 箱根駅伝
箱根駅伝挑戦の歴史は長く、1993年の第70回大会予選会では本戦出場まであと52秒に迫った。その後も予選会ではあと一歩の成績が続き、2003年に学連選抜チームが結成されると毎年のように選手を輩出してきた。
2014年の第91回大会予選会を10位で通過し、翌2015年に本大会初出場を果たす（総合20位）。2017年の第93回大会では8区までシード権を争い、総合12位に入った。
2019年に中央大学OBの榎木和貴が監督に就任すると成績が急上昇し、3年ぶり3回目の出場となった翌2020年の第96回大会で総合9位となり、初のシード権を獲得。2021年の第97回大会では往路優勝・総合2位と躍進した。2025年現在、6大会連続でシード権を獲得している。

### 全日本大学駅伝
2016年の第48回大会関東地区選考会では第3組まで予選通過圏内にいたものの、最終組で留学生選手が途中棄権し記録なしに終わる。書類選考となった2020年の第52回大会では当時エースの嶋津雄大が休学中であったために記録が認められず、またも本大会初出場を逃す。
2022年の第54回大会関東地区選考会を3位で突破して初出場。2区で葛西潤が区間新記録を樹立するなどして5位に入り、シード権を獲得した。2023年の第55回大会では序盤で苦戦を強いられたが、5区で吉田響が区間新記録を樹立するなどして巻き返し、6位で2年連続のシード権獲得となった。

### 出雲駅伝
2020年の第32回大会の出場権を獲得していたが、コロナ禍のため中止。2021年の第33回大会で初出場を果たして7位、2022年の第34回大会では6位。2023年の第35回大会では4区・5区で区間1位の走りを見せ2番手でゴールしたものの、3区を走った選手にアンチ・ドーピング規定違反が発覚し、失格となった。

## 関連人物（所属選手・スタッフ）

### スタッフ
- 榎木和貴 - 監督（現職、2019年 - ）。元中央大学陸上競技部主将。
- 久保田満 - ヘッドコーチ（現職、2014年 - ）[注 2]。2007年世界選手権大阪マラソン代表。元東洋大学陸上競技部主将。
- 築舘陽介 - コーチ（現職、2023年 - ）。駅伝部OB（2016年 - 2020年在籍）、2019年シーズン主将。
- 瀬上雄然 - スカウト編成部長（現職、2023年 - ）、総監督（2019年 - 2023年）、監督（2013年 - 2019年）。

### 所属選手・著名なOB

#### OB
- 嶋津雄大 - 2018年 - 2023年在籍[注 3]。2020年の第96回箱根駅伝10区で区間新記録（当時）を樹立し、箱根駅伝シード権獲得に貢献[7]。2022年の第98回箱根駅伝4区で区間賞を獲得。卒業後はGMOアスリーツに所属。
- 葛西潤 - 2019年 - 2023年在籍。2022年の第34回出雲駅伝2区（区間5位）・第54回全日本大学駅伝2区で区間新記録（当時）を樹立。2023年の第99回箱根駅伝7区で区間賞を獲得[8]。卒業後は旭化成に所属。2024年パリオリンピック男子10000m日本代表。
- 吉田響 - 2023年から在籍。元々は東海大学に在籍していたが、チーム事情などから同大を退学し、創価大学に編入する形で2023年4月に加入。同年の第35回出雲駅伝5区で区間1位相当[4]、第55回全日本大学駅伝5区では区間新記録を樹立した。第101回箱根駅伝では2区日本人歴代最高記録を樹立（区間2位）。

## 備考
- チームに関する情報発信は公式サイトやSNSでも行われているが、大学の設立母体である創価学会[注 4]の機関紙・聖教新聞[9]や創価学会の関連企業である潮出版社も情報発信活動の一端を担っており、潮出版社ではチームへの取材をもとにしたガイド本を2019年以降、箱根駅伝の直前に出版している[注 5]。

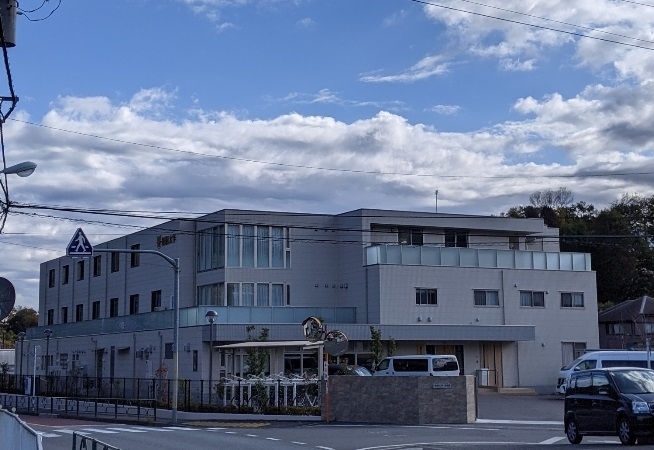
駅伝部の選手が居住する白馬寮

- 選手寮は長らく大学構内にある太陽の丘クラブハウスに置かれていたが、2020年の箱根駅伝シード権獲得を契機に構外への移転計画[10]が持ち上がり、2022年7月に「白馬寮」として開所した[注 6]。